# Tica
Tica (grec antic: Τύχη, 'Tikhe'; llatí: Tycha) va ser un dels principals districtes de Siracusa, i el més poblat. Estava situada en una planúria a l'oest de l'Acradina, vora els penya-segats de la banda nord, mirant cap a Mègara Hiblea.
Tenia un temple dedicat a Fortuna que és esmentat per Ciceró, i diu que el seu nom venia de la deessa Tique, a la que els romans anomenaven Fortuna.
No es menciona en el temps en què els atenencs van assetjar la ciutat de Siracusa l'any 414 aC. Diodor de Sicília en parla com d'un lloc diferent de Siracusa quan els illencs es van revoltar contra Trasibul l'any 446 aC. Titus Livi diu que Marc Claudi Marcel va establir el seu campament entre Tica i Neàpolis quan va re-emprendre els assalts contra Acradina.